# Amazones (DC Comics)
 (juillet 2024).
La mise en forme du texte ne suit pas les recommandations de Wikipédia : il faut le « wikifier ».
Les points d'amélioration suivants sont les cas les plus fréquents. Le détail des points à revoir est peut-être précisé sur la page de discussion.
- Les titres sont pré-formatés par le logiciel. Ils ne sont ni en capitales, ni en gras.
- Le texte ne doit pas être écrit en capitales (les noms de famille non plus), ni en gras, ni en italique, ni en « petit »…
- Le gras n'est utilisé que pour surligner le titre de l'article dans l'introduction, une seule fois.
- L'italique est rarement utilisé : mots en langue étrangère, titres d'œuvres, noms de bateaux, etc.
- Les citations ne sont pas en italique mais en corps de texte normal. Elles sont entourées par des guillemets français : « et ».
- Les listes à puces sont à éviter, des paragraphes rédigés étant largement préférés. Les tableaux sont à réserver à la présentation de données structurées (résultats, etc.).
- Les appels de note de bas de page (petits chiffres en exposant, introduits par l'outil «  Source ») sont à placer entre la fin de phrase et le point final[comme ça].
- Les liens internes (vers d'autres articles de Wikipédia) sont à choisir avec parcimonie. Créez des liens vers des articles approfondissant le sujet. Les termes génériques sans rapport avec le sujet sont à éviter, ainsi que les répétitions de liens vers un même terme.
- Les liens externes sont à placer uniquement dans une section « Liens externes », à la fin de l'article. Ces liens sont à choisir avec parcimonie suivant les règles définies. Si un lien sert de source à l'article, son insertion dans le texte est à faire par les notes de bas de page.
- La présentation des références doit suivre les conventions bibliographiques. Il est recommandé d'utiliser les modèles {{Ouvrage}}, {{Chapitre}}, {{Article}}, {{Lien web}} et/ou {{Bibliographie}}. Le mode d'édition visuel peut mettre en forme automatiquement les références.
- Insérer une infobox (cadre d'informations à droite) n'est pas obligatoire pour parachever la mise en page.

Pour une aide détaillée, merci de consulter Aide:Wikification.
Si vous pensez que ces points ont été résolus, vous pouvez retirer ce bandeau et améliorer la mise en forme d'un autre article.
Les Amazones dans les comics DC sont une race de femmes guerrières qui font partie de la mythologie grecque. Elles vivent à l'origine sur l'Île du Paradis, plus tard connue sous le nom de Themyscira, un lieu isolé au milieu de l'océan où elles sont cachées du Monde des Hommes (le reste du monde). Plus tard, un groupe dissident connu sous le nom de Bana-Mighdall se sépare des Amazones traditionnelles et s'installe dans une ville cachée dans le désert égyptien, formant sa propre société distincte et divisant la race des Amazones en deux clans.
Originellement, elles sont une création soit d'Aphrodite, soit des dieux olympiens il y a plus de trois mille ans. Elles ont été conçues pour servir de messagères au monde au nom de la paix et de la justice. Pendant des siècles, ces femmes guerrières ont prospéré en sécurité, à l'écart d'un monde hostile dominé par les hommes. Tant que les Amazones restent sur Themyscira, elles ne vieillissent pas. Cependant, c'est généralement l'arrivée inattendue du pilote américain Steve Trevor qui force leur existence à être révélée au monde moderne, selon les versions.
Il y a eu de nombreuses versions de ces guerrières après les représentations originales de leur créateur William Moulton Marston : la version révisée de Robert Kanigher (soulignée par le changement de couleur de cheveux d'Hyppolite de brune à blonde), la réécriture de George Pérez à la suite de Crisis on Infinite Earths, et les changements ultérieurs à Infinite Crisis et The New 52. Les adaptations diverses ont toutes en commun le fait que les Amazones soient le peuple d'où est issue la princesse Diana, alias Wonder Woman.

## Biographie fictive
« Nous sommes une nation de femmes, dédiées à nos sœurs, à nos dieux, et à la paix qui est le droit de l'humanité. Donné vie par Gaïa, les déesses et les âmes des femmes passées, nous avons été investies de la mission d'unir les peuples de notre monde avec amour et compassion. Nous sommes les Amazones, et nous sommes venues pour sauver l'humanité »

— Code des Amazones : Secret Files and Origins
Les Amazones de l'île de Themyscira ont été créées par William Moulton Marston comme allégories de ses idéaux de leaders d'amour, faisant partie intégrante de l'univers de son héroïne Wonder Woman. Ces Amazones étaient une race de super-femmes immortelles qui vivaient sur l'île magique du Paradis, plus tard renommée « Themyscira ». Aphrodite, déesse de l'amour, donne vie aux Amazones qui prospérèrent en paix pendant des siècles, restant à l'écart du monde des Hommes. Cependant, la plus jeune et téméraire des Amazones, la princesse Diana, quitte sa nation, renonçant à son immortalité pour combattre les forces du mal dans le Monde des Hommes en tant que Wonder Woman.
Marston a décrit l'histoire d'origine des Amazones comme des femmes sculptées puis amenées à la vie par Aphrodite, qui avait été trompée et capturée par Héraclès et ses hommes. Aphrodite, en colère à la suite de ces évènements, aide les Amazones à s'échapper. Elles s'installent sur leur propre île réservée aux femmes, où, en l'absence de présence masculine, elles développent une société matriarcale à l'abri des guerres. Les bracelets qu'elles arborent aux poignets (« bracelets de soumission », l'une des armes les plus iconiques du personnage de Wonder Woman) sont toujours portées pour leur rappeler que renoncer à leur indépendance et/ou permettre à un homme de les dominer les priverait de leur propre pouvoir. Marston s'inspire de sa propre invention, le détecteur de mensonge, ainsi que de la pratique du bondage, dont il est lui-même un adepte pour créer le fameux lasso de la vérité, aussi appelé « lasso d'Hestia », « lasso magique » ou encore « la perfection dorée », qui a le pouvoir de forcer la personne autour de laquelle il est enroulé à révéler la vérité. En tant que psychologue, Marston fut fortement influencé par sa relation polyamoureuse avec deux femmes, dont Margaret Sanger, une féministe reconnue.

### Pré-Crisis
Pendant la période de la Grèce antique, les Amazones sont la nation la plus éminente du monde. Cependant, Héraclès, piqué par les railleries selon lesquelles il ne pourrait pas vaincre les femmes amazones, sélectionne ses guerriers les plus forts et les plus féroces, et se met en chasse des Amazones. La reine des Amazones, Hippolyte, défie alors Héraclès en combat personnel, sachant qu'avec sa ceinture magique, donnée par Aphrodite, il lui est impossible de perdre.
Hippolyte vainc Héraclès, mais ce dernier, avec ruse et tromperie, parvient à dérober la ceinture magique d'Hippolyte et à réduire le peuple amazone en esclavage. En colère contre Hippolyte à qui elle reproche d'avoir succombé aux ruses des hommes, Aphrodite ne fait rien pour les aider au début, avant de finalement changer d'avis lorsque la reine amazone implore la Déesse. Celle-ci cède, et avec son aide, Hippolyte reprend la ceinture magique des mains d'Héraclès. Avec la ceinture en sa possession, il ne faut pas longtemps aux Amazones pour se révolter contre leurs maîtres et prendre leur flotte entière. Après cet événement, les Amazones trouvent un nouveau foyer, Themyscira, et Aphrodite décrète qu'elles doivent porter en tout temps les lourds bracelets de soumission façonnés par leurs ravisseurs, pour que les guerrières se souviennent de toujours se tenir à l'écart des hommes.

### Themyscira
Après avoir navigué sur les mers de nombreux jours, les Amazones trouvent Themyscira et s'y installent pour construire un nouveau monde. Avec son sol volcanique fertile, sa faune et sa flore merveilleuses, et ses ressources naturelles variées, les amazones parviennent à construire un pays sans maladie, haine, ou guerre. Elles restent éternellement jeunes tant qu'elles sont sur l'île, où elles ont accès à la fontaine de la jeunesse éternelle.

### Post-Crisis
Au milieu des années 1980, la série limitée Crisis on Infinite Earths, à la suite de laquelle tous les comics de l'univers DC ont cessé d'exister pour redémarrer avec toutes nouvelles origines, explique que les Amazones avaient été créées par la déesse Artémis à partir d'âmes de femmes décédées de la mains d'hommes.
Ces âmes avaient reçu des corps nouveaux et plus forts, faits d'argile transformée en chair et en sang. Ces Amazones, comme leur version pré-Crisis, ont échappé à Héraclès et à ses hommes pour une île isolée et magiquement protégée, celle-ci appelée enfin officiellement Themyscira et non plus l'Île du Paradis. Dans cette nouvelle terre, elles ont reçu une force surhumaine, une vitesse, une durabilité, une agilité, des sens surhumains, une intelligence accrue, l'immortalité et la beauté.

### Flashpoint
Dans le crossover Flashpoint, les Amazones sont en guerre contre Atlantis en Europe occidentale, après qu'Hippolyte a été tuée par une Amazone déguisée en Atlante lors d'un mariage entre Aquaman et Wonder Woman, forçant cette dernière à devenir reine à la place de sa défunte mère.

### New 52
En septembre 2011, The New 52 redémarre la continuité DC. Selon cette chronologie, l'histoire des Amazones a également été révisée. Ici, elles vivent à nouveau sur l'Île du Paradis en tant que race de femmes surnaturellement fortes, sans aucune place pour les hommes. Cependant, dans cette version, trois fois chaque siècle, les Amazones, complètement nues, attaquent des navires en mer et s'accouplent avec l'équipage. Après la fécondation, les hommes sont tués pour protéger le secret de l'île. Ainsi, neuf mois plus tard, à la naissance des enfants, les filles sont célébrées et conservées, tandis que les garçons sont retirés de leurs mères. Éprouvant de la sympathie pour ces progénitures rejetées et reconnaissant leur potentiel comme main-d'œuvre, le dieu forgeron Héphaïstos échange des armes aux Amazones contre les vies de ces garçons amazoniens rejetés. Ce marché évite un infanticide cruel. Héphaïstos élève ces enfants comme ses propres fils,.
Dans cette continuité, la reine Hippolyte est représentée avec des cheveux blonds, et est la mère biologique de Diana. En effet, elle conçoit sa fille après une liaison secrète avec Zeus, maître des dieux de l'Olympe. L'histoire selon laquelle Diana aurait été sculptée dans l'argile est ainsi présentée comme un mensonge de la reine pour protéger sa fille de Héra. Cet élément scénaristique a été repris dans le film Wonder Woman de 2017.

### DC Rebirth
Avec DC Rebirth, les scénaristes opèrent un retour aux sources Post-Crisis des Amazones, en grande partie en raison de la représentation controversée de leur cycle d'accouplement et d'infanticide précédemment introduit. Il est une fois de plus affirmé que les Amazones sont immortelles, et qu'elles ont été conçues à partir des âmes de femmes mortes aux mains des hommes. Avec cette nouvelle interprétation, Diana retrouve son origine initiale selon laquelle elle a été créée à partir d'argile par Hippolyte, renforçant ainsi son lien symbolique avec les Amazones et leur mission de justice et de paix. Ce retour aux racines vise à réaffirmer les valeurs fondamentales des Amazones tout en écartant les éléments controversés introduits dans les récits précédents de New 52.

### Wonder Woman Historia: The Amazons
Inspirée par le remaniement de George Pérez, Kelly Sue DeConnick a écrit Wonder Woman Historia: The Amazons. La série limitée en trois numéros a été publiée en célébration du 80e anniversaire de Wonder Woman et illustrée par Phil Jimenez, Gene Ha, et Nicola Scott.
Wonder Woman Historia: The Amazons commence avec sept déesses grecques : Hestia, Artémis, Déméter, Hécate, Aphrodite, Athéna, et Héra, demandant que tous les hommes mortels soient punis pour avoir maltraité les femmes. Leur requête est refusée par Zeus. Bien que les Amazones soient leur propre idée, Héra ne se joint pas aux autres déesses alors qu'elles se regroupent au Puits des Âmes, chacune créant un quintet de guerrières de l'âme des femmes assassinées. Composées de six tribus ayant chacune leur propre reine et déesse patronne, trente Amazones parcourent le monde ancien pour secourir les femmes des trafiquants masculins qu'elles tuent la plupart du temps ; cependant, les guerrières amazones ne partent que de nuit pour leurs missions, lorsqu'Artémis peut les surveiller, et se cachent pendant la journée pour garder leur existence secrète aux yeux des dieux masculins, en particulier Zeus. Dans cette version, Hippolyte est une veuve, et non une membre fondatrice des Amazones. Hippolyte, au cours du récit, finit par conclure un marché avec Artémis, et devient alors reine de sa propre tribu amazone.

## Amazones de Bana-Mighdall

### Séparation en deux clans
Après les évènements de Crisis on Infinite Earths, certaines Amazones en l'absence d'immortalité, menées par Antiope, ont formé la nation cachée de Bana-Mighdall. Les histoires mettant en vedette les Amazones ont paru sous forme de bonus dans Wonder Woman (vol. 2) #18 (juillet 1988) et #26 (janvier 1989). Les Amazones de Bana-Mighdall ont été créées en réaction à des différences idéologiques et des désaccords sur la direction que doit prendre la société des Amazones. Après leur exil sur Themyscira, un groupe d'Amazones dissidentes a choisi de s'établir séparément, loin de l'île principale dirigée par Hippolyte et sa fille Diana (Wonder Woman). Ces Amazones ont adopté une approche plus guerrière et militariste, en contraste avec la philosophie pacifiste des Amazones de Themyscira.
Ayant renoncé à leurs dieux olympiens une fois que les deux reines Hippolyte et Antiope ont pris des chemins différents, les Amazones de Bana-Mighdall ont finalement commencé à assimiler différentes religions et déesses des nombreux pays qu'elles ont traversés. Parmi celles-ci figuraient les déesses Isis, Mammitu, Bast et Neith. C'est en Égypte qu'elles ont finalement construit la ville de Bana-Mighdall, qui dans leur langue se traduit par "Le Temple des Femmes".

### Différences avec les Amazones de Themyscira
Leur nom, Bana-Mighdall, reflète leur intégration d'éléments de la culture arabe, symbolisant leur volonté de se différencier des Amazones originelles de tradition grecque. Elles se considèrent comme des survivantes endurcies par la guerre, ayant forgé leur propre identité culturelle distincte. En établissant leur propre territoire, elles ont cherché à éviter les conflits potentiels et à construire une société basée sur leurs propres valeurs et traditions. Cette séparation géographique renforce leur indépendance et leur autonomie vis-à-vis des Amazones de Themyscira, tout en enrichissant la diversité et la complexité de l'univers des super-héros de DC Comics. Leur membre la plus éminente est Artemis de Bana-Mighdall.

## Culture
Comme le montrent les divers comics, les Amazones ont bon nombre de coutumes et pratiques ancestrales.

### Rituel de courtisation
Lorsqu'une Amazone souhaite courtiser une de ses semblables, elle présente une offrande sous la forme d'une noix de coco. À l'intérieur du fruit, se trouve une graine de nectarine enfilée sur un collier et un bracelet fait d'épines. La graine de nectarine symbolise une abondance espérée mais pas encore réalisée. Le bracelet d'épines est partiellement enveloppé de rubans bleus, rouges et dorés. Le bleu représente l'espoir, le rouge le danger, et l'or une demande à la déesse Athéna de bénir l'union.
La personne courtisée sort ensuite le collier et s'exclame : « Que tu sois pleine de promesse », la bénit d'un baiser, et le place autour du cou de sa prétendante. Ensuite, elle sort le bracelet et dit : « Que tu connaisses le cœur d'une autre », et place le bracelet autour du poignet de sa prétendante. Si la personne choisie accepte l'amour de sa prétendante, elle porte alors toujours le collier ainsi que le bracelet sans jamais les retirer, jusqu'à ce qu'il soit mutuellement convenu de former une relation durable ensemble. Jusqu'à ce que les deux Amazones acceptent de finaliser leur relation, le couple se soumet à une série de tests physiques, mentaux et émotionnels pour voir si l'union projetée peut résister aux épreuves de la vie.

### Mariage
En 2015, Sensation Comics a présenté Wonder Woman officiant lors d'un mariage entre personnes de même sexe (#48), dessiné par l'illustrateur australien Jason Badower. Inspiré par la décision de la Cour suprême en juin de la même année qui a établi l'égalité du mariage dans tous les 50 États des États-Unis, Badower déclare que l'éditeur DC Comics a été « fantastique » vis-à-vis de son idée pour cette édition. Ainsi, les Amazones ne sont pas étiquetées sexuellement ; Wonder Woman dit par exemple que « ... mon pays n'est peuplé que de femmes. Pour nous, ce n'est pas un mariage "gay". C'est simplement... un mariage » ; en effet, étant les Amazones vivant dans une société uniquement peuplée de femmes, le terme « lesbienne » ou « hétérosexuelle » n'a pas grand sens pour les Amazones, le sexe masculin étant totalement absent de Themsycira,,.

Diana a ajouté en outre que "...aucune Amazone ne regardera une autre Amazone en disant qu'elle est "une mauvaise Amazone". Parce que ce ne serait pas le paradis. Notre société accepte tout le monde. La seule exigence es, tu es ici et tu es une femme [...] Personne ne dit qu'une robe est inappropriée. Personne ne dit, 'Pourquoi portez-vous des pantalons ?' Personne ne dit que vous êtes trop grosse. Personne ne dit que vous êtes trop maigre, ou pas assez forte.".

### Fête des Cinq
Une des observances les plus vénérées des Amazones de Themyscira est appelée La Fête des Cinq ("Feast of the Five" en anglais). Ce jour-là, les Amazones rendent hommage aux cinq déesses originales qui ont participé à leur création. Outre les prières constantes et le culte, l'occasion commence par une chasse en l'honneur de la déesse Artémis. Une récolte est également célébrée en l'honneur de la déesse Déméter. Un festin est ensuite organisé en l'honneur des déesses restantes. Il s'agit de la fête la plus sainte pour les Amazones. La Fête des Cinq peut être vue comme un anniversaire sacré pour chacune des Amazones de Themyscira, la gloire de l'occasion étant placée en l'honneur de leurs créatrices.

### Bénédiction
Lorsqu'une jeune fille est perdue en mer, elle est sauvée de la noyade par la déesse Thétis. Thétis sauve les enfants féminins mortels qu'elle jugeait « spéciaux » et les transportait en toute sécurité sur les rives de l'Île de la Guérison de Themyscira (les garçons étaient emmenés ailleurs). Une fois sur l'île, la médecin-chef des Amazones, Epione, les découvrait et s'occupait d'eux. Ensuite, l'enfant était emmené au palais royal où une Amazone était choisie comme « Gardienne de l'Inspiration" de l'enfant. Le bébé recevait alors une grande sagesse et une grande force d'esprit par un baiser magique. Selon l'Amazone Pythia, Julia Kapatelis fut la dernière des centaines de bébés à vivre cette expérience en 1937. Cette "bénédiction" est en réalité une suggestion subliminale pour l'enfant d'enseigner la paix et l'égalité tout au long de sa vie. Cette bénédiction peut également s'étendre à leurs descendants. Cette coutume s'appelle "Envoi". Une fois cela fait, l'enfant est considéré comme une Amazone et fille spirituelle de l'Amazone qui l'a bénie. Après quelques jours de récupération et de bénédictions, l'enfant est ramené sur les rivages de l'île, où elle est renvoyée dans l'océan.

### Union avec la Terre
Toutes les Amazones de Themyscira possèdent la capacité de soulager leur corps de blessures physiques et de toxines en devenant une avec le sol de la Terre, puis de reformer leur corps entier. La première fois que Diana le fait, elle prie sa déesse Gaïa en disant : "Gaïa, je te prie. Accorde-moi ta force. Tu es la Terre qui m'a allaitée, qui m'a nourrie et m'a élevée. À travers toi, toute vie est renouvelée. Le cercle qui ne finit jamais. Je te prie, mère Gaïa, prends-moi dans ton sein. S'il te plaît, fais que j'en sois digne". Il s'agit d'un rituel très sacré pour les Themysciriennes, à utiliser uniquement dans les circonstances les plus désespérées,.

### Cercle du Victorieux
Créé par Antiope en 1041 av. J.-C., le Cercle du Victorieux est une organisation de combat secrète et quasi-officielle où les Amazones combattent sans armes (sous-entendu une forme de pankration), soit pour résoudre des différends soit simplement pour "se défouler un peu plus". Les combats ont lieu dans une caverne cachée derrière une cascade, dans une petite arène circulaire avec des sièges semi-circulaires taillés dans la roche

### La Mort
À l'origine, une caverne a été construite sous le Temple des Morts des Amazones, où les défuntes sont commémorées. Après les funérailles d'une Amazone, le corps est descendu dans la caverne où il repose dans une cité des morts. La reine Hippolyte désigne la grande prêtresse du temple pour rester seule dans la ville pour veiller sur les morts pendant mille ans avant qu'un remplacement ne soit fait.

## Historique de publication
| Nom                      | 1re apparition           | Date de la 1re apparition | Créateurs                              |
| ------------------------ | ------------------------ | ------------------------- | -------------------------------------- |
| Amazones (Âge d'or)      | All Star Comics #8       | 1941                      | William Moulton Marston et H. G. Peter |
| Amazones (Âge d'argent)  | Wonder Woman #98         | 1958                      | Robert Kanigher et Ross Andru          |
| Amazones (Âge de bronze) | Wonder Woman Vol. 1 #306 | 1983                      | Dan Mishkin et Gene Colan              |
| Amazones (Post-crisis)   | Wonder Woman Vol. 2 #1   | 1987                      | George Pérez                           |
| Amazones (New 52)        | Wonder Woman Vol. 4 #1   | 2011                      | Brian Azzarello et Cliff Chiang        |
| Amazones (DC Rebirth)    | Wonder Woman Vol. 5 #1   | 2016                      | Greg Rucka et Liam Sharp               |

## Apparitions dans d'autres médias

### Télévision
- Wonder Woman (1975-1979) : Hippolyte est interprétée par Cloris Leachman (saison 1), Carolyn Jones (saison 2), et Beatrice Straight (saison 3). Diana, jouée par Lynda Carter, interagit souvent avec les Amazones de Themyscira.
- La Ligue des justiciers (2001-2006) : Les Amazones, y compris Hippolyta et Artemis, apparaissent dans plusieurs épisodes.
- Wonder Woman (2011 TV pilot) : Hippolyte est interprétée par Elizabeth Hurley.

### Films
- Wonder Woman (2017) : Hippolyte est interprétée par Connie Nielsen et Antiope par Robin Wright. Le film explore l'origine de Diana et ses interactions avec les Amazones.
- Justice League (2017) et Zack Snyder's Justice League (2021) : Les Amazones, y compris Hippolyte et Antiope, jouent un rôle important dans la défense des Boîtes mères.
- Wonder Woman 1984 (2020) : Hippolyte et Antiope apparaissent dans des flashbacks, avec Connie Nielsen et Robin Wright reprenant leurs rôles.

### Films d'animation
- Wonder Woman (2009) : Hippolyte est doublée par Virginia Madsen, Artemis par Rosario Dawson, et Alexa par Tara Platt.
- Justice League: The Flashpoint Paradox (2013) : Hippolyte est doublée par Vanessa Marshall.
- Wonder Woman: Bloodlines (2019) : Hippolyte est doublée par Cree Summer, Philippus par Nia Vardalos, et Artemis par Adrienne C. Moore.

### Jeux vidéo
- DC Universe Online (2011) : Les Amazones de Themyscira apparaissent dans plusieurs missions et contenus téléchargeables.
- Injustice: Gods Among Us (2013) et Injustice 2 (2017) : Wonder Woman, Hippolyte, et d'autres Amazones sont mentionnées et apparaissent dans l'histoire.
- Lego Batman 2: DC Super Heroes (2012) et Lego Batman 3: Beyond Gotham (2014) : Wonder Woman et d'autres Amazones sont des personnages jouables.
- Lego DC Super-Villains (2018) : Wonder Woman et plusieurs Amazones sont des personnages jouables.
- DC Legends (2016) : Wonder Woman, Hippolyte, et d'autres Amazones apparaissent comme personnages jouables.